# Marcipalina triangulifera
Marcipalina triangulifera är en fjärilsart som beskrevs av Holland 1894. Marcipalina triangulifera ingår i släktet Marcipalina och familjen nattflyn. Inga underarter finns listade i Catalogue of Life.